# ꟓ
Cette page contient des caractères spéciaux ou non latins. S’ils s’affichent mal (▯, ?, etc.), consultez la page d’aide Unicode.
Le thorn double (꟒ ꟓ) est une lettre additionnelle de l’alphabet latin utilisée au XIIe siècle en moyen anglais dans l’Ormulum.

## Représentations informatiques
Le thorn double peut être représenté avec les caractères Unicode (latin étendu D) suivants :
| formes    | représentations | chaînes de caractères | points de code | descriptions                         |
| --------- | --------------- | --------------------- | -------------- | ------------------------------------ |
| minuscule | ꟓ               | ꟓ                     | U+A7D3         | lettre minuscule latine thorn double |
| majuscule | ꟒               | ꟒                     | U+A7D2         | lettre majuscule latine thorn double |